# Heteroarylgruppe
Eine Heteroarylgruppe ist ein organischer Rest mit einem heteroaromatischen Grundgerüst. Heteroaryl... ist somit die allgemeine Bezeichnung für eine einwertige Atomgruppe, die sich von heteroaromatischen Kohlenwasserstoffen durch Entzug eines an den Ring gebundenen Wasserstoffatoms ableitet. Heteroaryl-Reste leiten sich beispielsweise von den Heteroaromaten Furan, Thiophen, Pyrrol, Thiazol, Oxazol, Pyridin und Pyrazin ab. Heteroaryl-Reste können entweder als Fragment eines Moleküls (siehe Tabelle) oder als instabiles freies Radikal auftreten.
| Heteroaryl-Rest    | Name                            | Strukturformel | Bemerkungen              |
| ------------------ | ------------------------------- | -------------- | ------------------------ |
| 2-Furyl-Rest       | 2-(Hydroxymethyl)-furan         |                | 2-Furyl-Rest: blau       |
| 3-Furyl-Rest       | Furan-3-carbonsäure-methylester |                | 3-Furyl-Rest: blau       |
| 2-Thienyl-Rest     | (E)-3-(2-Thienyl)-acrylsäure    |                | 2-Thienyl-Rest: blau     |
| 2-Pyrrolyl-Rest    | Pyrrol-2-carbonitril            |                | 2-Pyrrolyl-Rest: blau    |
| 3-Pyridyl-Rest     | Pyridyl-3-sulfonsäure           |                | 3-Pyridyl-Rest: blau     |
| 3-Isochinolyl-Rest | 3-Isochinolincarbonitril        |                | 3-Isochinolyl-Rest: blau |
| 3-Chinolyl-Rest    | Chinolin-3-carbaldehyd          |                | 3-Chinolyl-Rest: blau    |